# スペンサー・ハウス

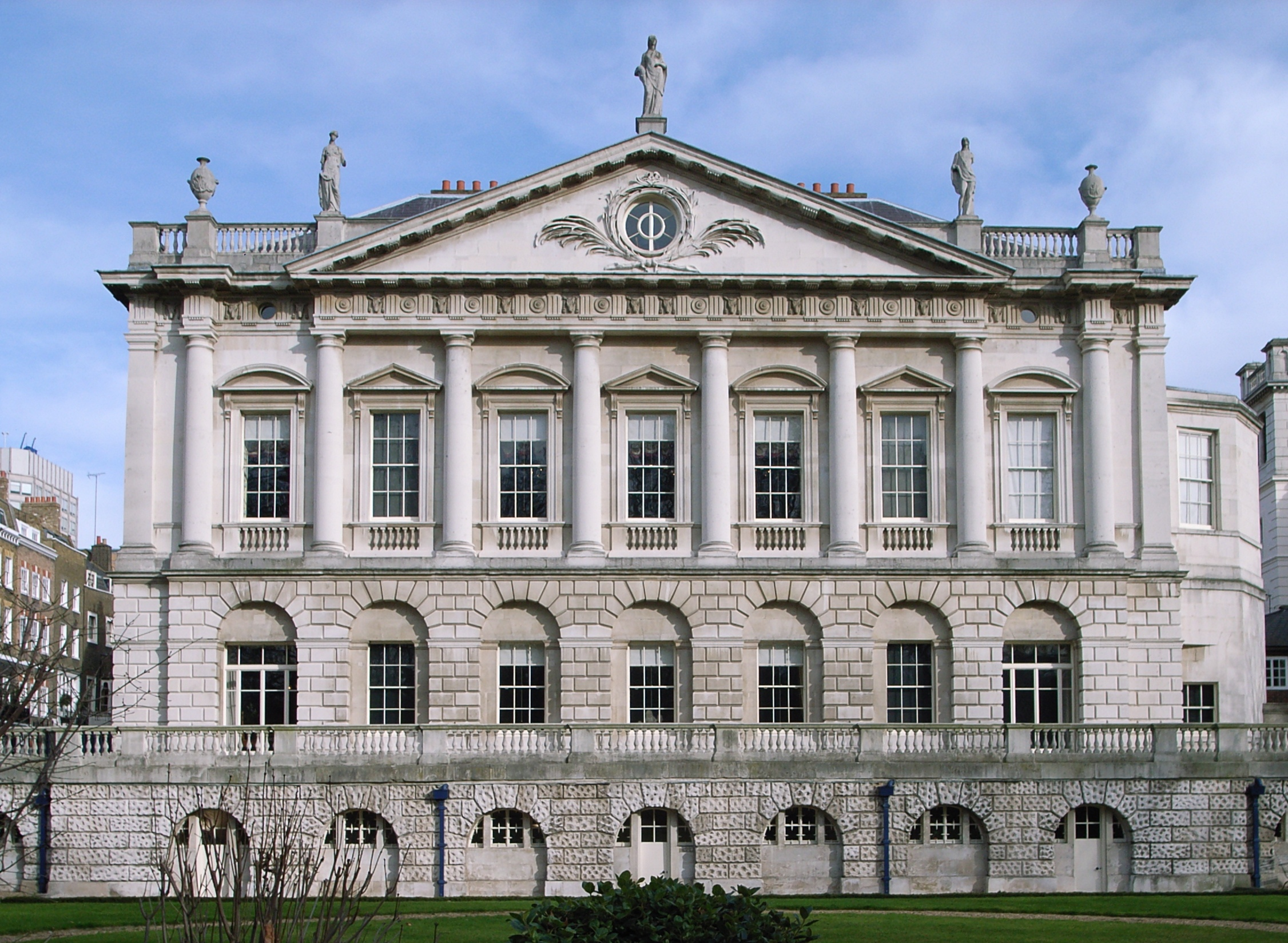
Spencer House

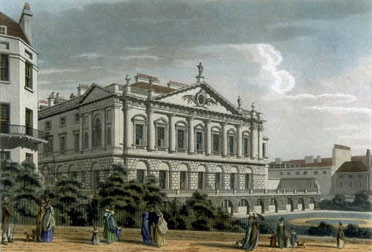
Spencer House 1800年頃

スペンサー・ハウス (英: Spencer House) は、イギリス、ロンドン、セント・ジェームズのセント・ジェームズ・プレイス  27番にある邸宅である。1756年に建てられた。所有者の第8代スペンサー伯爵エドワード・スペンサーから第4代ロスチャイルド男爵ジェイコブ・ロスチャイルドの経営するRITキャピタル・パートナーズ (英語版) が96年契約で賃借し、2000万ポンドの巨費を投じてその内装を18世紀の状態に復元した:p.23。
スペンサー・ハウスはイギリス指定建造物グレードIに指定されている。

## 設計
この邸宅は1756年に初代スペンサー伯爵ジョン・スペンサーにより建てられた。彼は社会的地位を強固なものとするために、大きなタウンハウスを必要としていた。彼が建築家として選んだのはウィリアム・ケントに師事したジョン・バーディー (英語版) だった。バーディーは現存する邸宅のファサードといくつかの家具を含む1階の部屋の設計を担当した。
1758年、古代ギリシア建築のアルカディア的価値について研究していたジェームズ "アテネ人の" スチュアート (英語版) が、バーディーの後任としてプロジェクトを引き継いだ。その結果としてスペンサー・ハウスはその内装に本物のギリシア様式が取り入れられ、ロンドンにおける新古典主義建築の最初の実例の一つとなった。新古典主義建築はその後国中を席巻した。
スペンサー家の邸宅として、スペンサー・ハウスの大広間 (state room) はロンドンの上流階級の社交場となった。スペンサー家は1895年まで邸宅に住んでいた。20世紀の第1四半期にスペンサー家はしばらくの間戻ってきて、邸宅は再びクラブやオフィスとして使われた。第二次世界大戦のロンドン大空襲の間にわずかに残っていた特注の家具や暖炉など本物の貴重品も略奪された。

## 近年
スペンサー・ハウスの所有権は、現在もスペンサー伯爵が保有している。現在の所有者はダイアナ元皇太子妃の弟で第9代スペンサー伯爵のチャールズ・スペンサーである。しかし第二次世界大戦以来、この邸宅は絶えず貸し出されていた。1948年にはクリスティーズに、1956年にはBOCグループに、そして1963年にはエコノミスト・インテリジェンス・ユニットに貸し出された。
1986年、ロスチャイルド男爵が創業者であるRITキャピタル・パートナーズ (英語版) が、96年間の賃借契約を締結した。その後2000万ポンドの巨費を投じその内装を18世紀の状態に復元して、高い評価を得た。 2017年のRITキャピタル・パートナーズの年次報告書によると、スペンサー・ハウスの借家権の資産価値は3940万ポンドと評価されている。
スペンサー・ハウスは、ランカスター・ハウス (Lancaster House) 、ブリッジウォーター・ハウス (Bridgewater House) 、ダドリー・ハウス (英語版) 、アプスリー・ハウス等とともに、かつてロンドン中心部を飾った数多くの貴族のタウンハウスの最後の1つである。